# Waichiro Omura
Waichiro Omura (大村 和市郎, Omura Waichiro, né le 1er janvier 1933 dans la préfecture de Shizuoka au Japon) est un footballeur japonais.